# Diogo de Azambuja

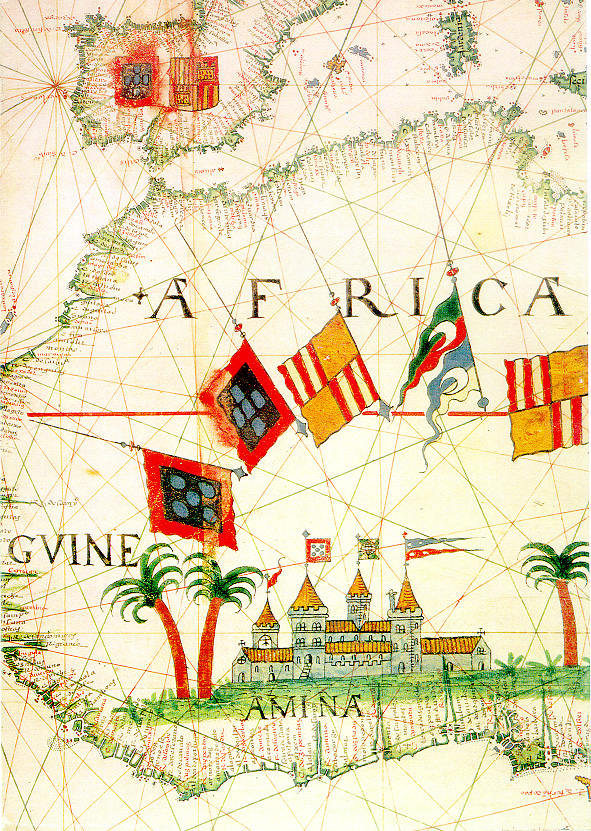
"A Mina", detalhe de mapa do século XVI.

Diogo de Azambuja (Montemor-o-Velho, Montemor-o-Velho, 1432 - 1518) foi um fidalgo português.

## Biografia
Tornou-se Cavaleiro da Ordem de Avis e entrou ao serviço do Infante D. Pedro, filho do Regente com o mesmo nome, como Guarda-Roupa da sua Casa.
Na sequência da Batalha de Alfarrobeira acompanhou o seu senhor no exílio. Em 1458 já se encontrava ao lado de Afonso V de Portugal na conquista de Alcácer-Ceguer em Marrocos. Recebeu várias Comendas e tornou-se Conselheiro do Rei.
Conquistou a vila de Alegrete aos castelhanos, que tinha sido ocupada durante a guerra de sucessão ao trono daquele reino, tendo sido ferido em combate numa perna.
Em 1481 foi nomeado por João II de Portugal como capitão-mor da armada encarregada da construção da fortaleza de São Jorge da Mina. Esta era composta por nove caravelas e duas naus, transportando 600 soldados, 100 pedreiros e carpinteiros, e mais pedra aparelhada necessária à construção daquela fortaleza-feitoria no golfo da Guiné. Este será o feito mais conhecido da sua carreira, tendo exercido o cargo de capitão-mor da fortaleza de 1482 até 1484, data em que regressou a Lisboa. Nesse mesmo ano, o monarca teve conhecimento duma conjura de D. Diogo, Duque de Viseu, que havia sido feito chefe dos descontentes quando subiu ao trono por causa da política centralizadora do monarca, preparada para assassinar o rei e o príncipe herdeiro, o que lhe permitiria depois subir ao trono. Mas, atraindo o cunhado a Palmela, o rei o apunhalou por suas próprias mãos ou, segundo os relatos escritos, por Diogo de Azambuja com o auxílio de D. Pedro de Eça, Alcaide-Mor de Moura, e de Lopo Mendes do Rio.
Foi recompensado pelo soberano com o cargo de Alcaide-Mor do Castelo de Monsaraz, para além de outras recompensas como a nomeação para o Conselho Real, vedor-mor das artilharias e dos arsenais do reino, e uma Carta de Armas de Mercê Nova para o seu Apelido: esquartelado, o primeiro e o quarto de vermelho, com um castelo de ouro, aberto, iluminado e lavrado de azul, o segundo e o terceiro de ouro, com quatro bandas de vermelho; timbre: o castelo do escudo.
Diogo de Azambuja manteve-se ligado à Corte e ao serviço do rei, embora a sua idade e a deficiência física na perna aconselhassem o seu afastamento. Ainda assim, foi com mais de setenta anos de idade que aceitou a missão de que Manuel I de Portugal o incumbiu em 1506: a de construir a fortaleza de Mogador na região sul de Marrocos, para amparo à fixação portuguesa. Azambuja não apenas cumpriu a missão com êxito, como tomou a própria cidade de Safim, permanecendo como capitão da cidade até 1509, com a idade de cerca de 77 anos. Nesta data regressou a Portugal, vindo a falecer em 1518, sendo sepultado em túmulo no claustro da Igreja de Nossa Senhora dos Anjos, em Montemor-o-Velho.

## Dados genealógicos
Filho de Jorge de Azambuja (filho natural de Lourenço Esteves de Azambuja) e de sua mulher … de Abreu).
De Leonor Botelho teve um filho e duas filhas:
- António de Azambuja, Comendador da Ordem de Cristo, casado com Maria de Castro, com geração;
- Cecília de Azambuja, casada com Fernão de Miranda Henriques, com geração feminina.
- Catarina de Azambuja, casada com D. Martim Afonso da Silveira, Alcaide-Mor de Terena, com geração feminina.